# Strażnica WOP Gościce

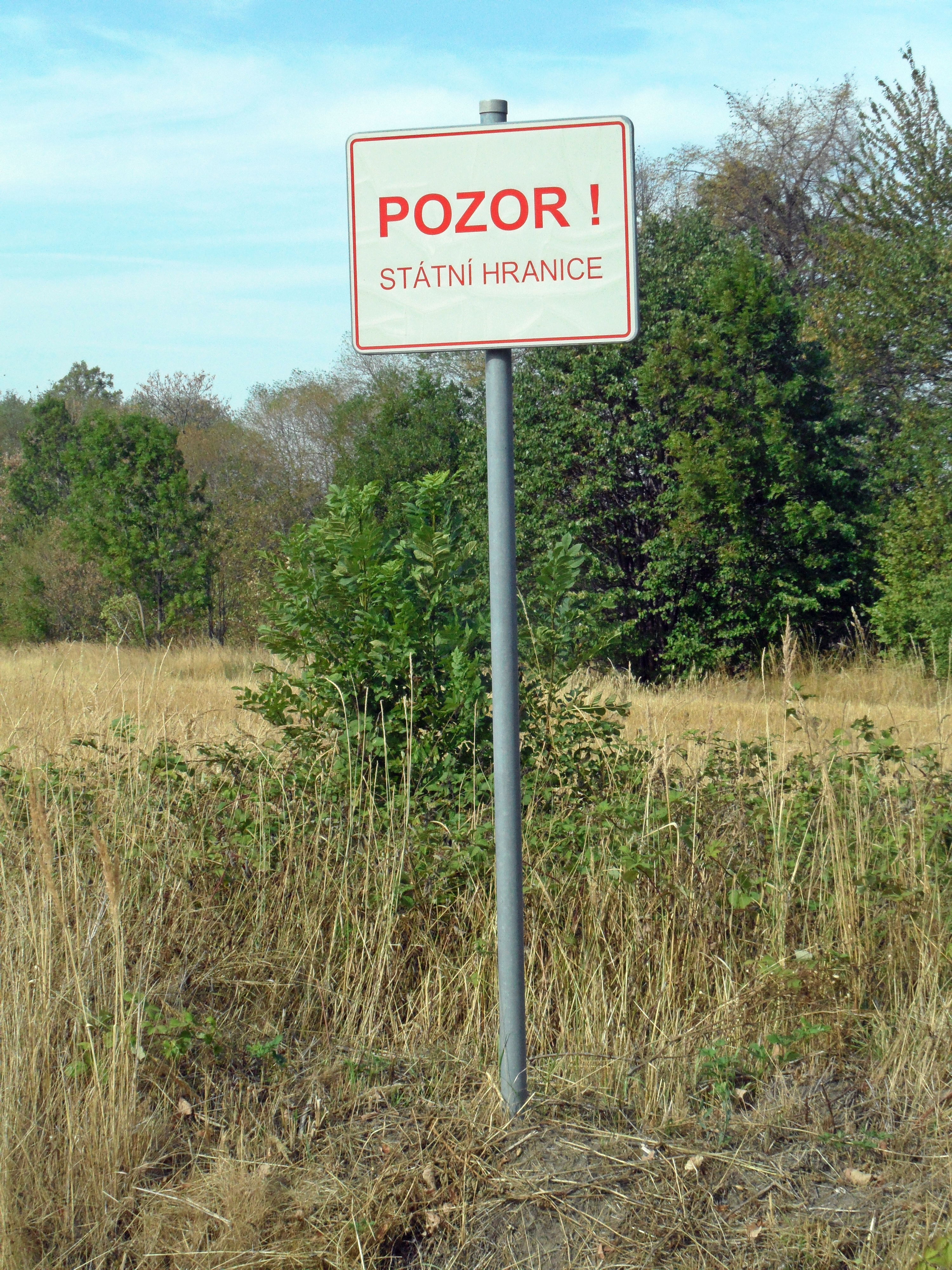
Granica polsko-czeska, Kamenička (Bílá Voda) (sierpień 2015)

Strażnica Wojsk Ochrony Pogranicza Ujazd(obecnie Ujeździec)/Unikowice/Gościce – zlikwidowany podstawowy pododdział Wojsk Ochrony Pogranicza pełniący służbę graniczną na granicy polsko-czechosłowackiej.

Strażnica Straży Granicznej w Gościcach – zlikwidowana graniczna jednostka organizacyjna Straży Granicznej realizująca zadania bezpośrednio w ochronie granicy państwowej z Czechosłowacją/Republiką Czeską.

## Formowanie i zmiany organizacyjne
Strażnica została sformowana w 1945 w strukturze 49 komendy odcinka Paczków jako 228 strażnica WOP (Ujazd obecnie Ujeździec) o stanie 56 żołnierzy. Kierownictwo strażnicy stanowili: komendant strażnicy, zastępca komendanta do spraw polityczno-wychowawczych i zastępca do spraw zwiadu. Strażnica składała się z dwóch drużyn strzeleckich, drużyny fizylierów, drużyny łączności i gospodarczej. Etat przewidywał także instruktora do tresury psów służbowych oraz instruktora sanitarnego.
W latach 40. XX wieku 228 strażnica Ujazd (Ujeździec) została przeniesiona z miejscowości Unikowice do miejscowości Gościce.
W związku z reorganizacją oddziałów WOP, 24 kwietnia 1948, 228 strażnica OP Ujazd została włączona w struktury 73 batalionu Ochrony Pogranicza, a 1 stycznia 1951 46 batalionu WOP w Paczkowie, który funkcjonował do 1956. 
Od 15 marca 1954 wprowadzono nową numerację strażnic, a strażnica WOP Gościce otrzymała nr 237 w skali kraju.
W 1956 rozpoczęto numerowanie strażnic na poziomie brygady. Strażnica I kategorii Gościce była 1 w 52 batalionie WOP w Bystrzycy Kłodzkiej 5 Brygady Wojsk Ochrony Pogranicza.
31 grudnia 1959 26 strażnica WOP Gościce IV kategorii była w strukturach 52 batalionu WOP w Kłodzku, w 5 Brygadzie Wojsk Ochrony Pogranicza, który funkcjonował do 1961.
1 stycznia 1964 była jako 1 strażnica WOP lądowa III kategorii Gościce w 45 batalionie WOP w Prudniku.
W 1976, w związku z przejściem na dwuszczeblowy system dowodzenia, strażnicę podporządkowano bezpośrednio pod sztab Górnośląskiej Brygady WOP (GB WOP) w Gliwicach.

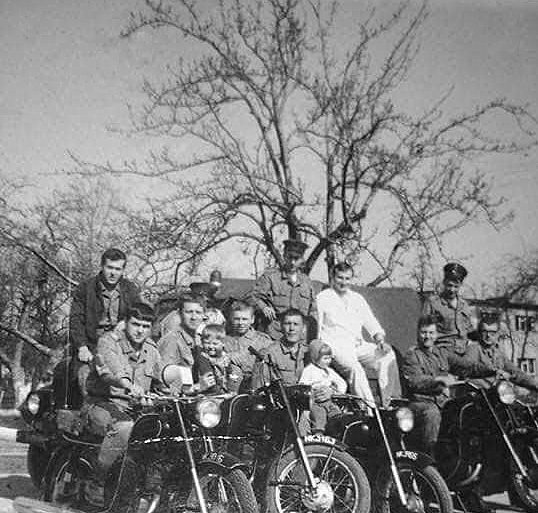
Załoga strażnicy na motocyklach WSK-175 i WSK-125 (1978)

13 grudnia 1981 po wprowadzeniu stanu wojennego na terytorium kraju, dowódca GB WOP wewnętrznym rozkazem w miejscu stacjonowania poszczególnych batalionów, utworzył tzw. „wysunięte stanowiska dowodzenia” (zalążek przyszłych batalionów granicznych), którym podporządkował strażnice znajdujące się na odcinkach dawnych batalionów granicznych. Brygada wykonywała zadania ochrony granicy i bezpieczeństwa państwa wynikające z dekretu o wprowadzeniu stanu wojennego.
W 1984 Strażnica WOP Gościce została włączona w struktury utworzonego batalionu granicznego WOP Prudnik, jako Strażnica WOP Lądowa rozwinięta kat. II w Gościcach.
1 listopada 1989 rozformowano batalion graniczny WOP w Prudniku i strażnicę podporządkowano bezpośrednio pod sztab Górnośląskiej Brygady WOP w Gliwicach już jako Strażnica WOP Lądowa kadrowa kat. II w Gościcach (na czas „P” kadrowa). Żołnierze służby zasadniczej WOP z ostatnich poborów nadal pełnili służbę w strażnicy.
23 marca 1991 strażnica została włączona w struktury Sudeckiego Batalionu WOP w Kłodzku i funkcjonowała do 15 maja 1991.
Straż Graniczna:
16 maja 1991 po rozwiązaniu Wojsk Ochrony Pogranicza, strażnica w Gościcach została przejęta przez Sudecki Oddział Straży Granicznej w Kłodzku i przyjęła nazwę Strażnica Straży Granicznej w Gościcach (Strażnica SG w Gościcach).
Zgodnie z zarządzeniem Komendanta Głównego Straży Granicznej, 12 stycznia 2002 przeszła w struktury Śląskiego Oddziału Straży Granicznej w Raciborzu.

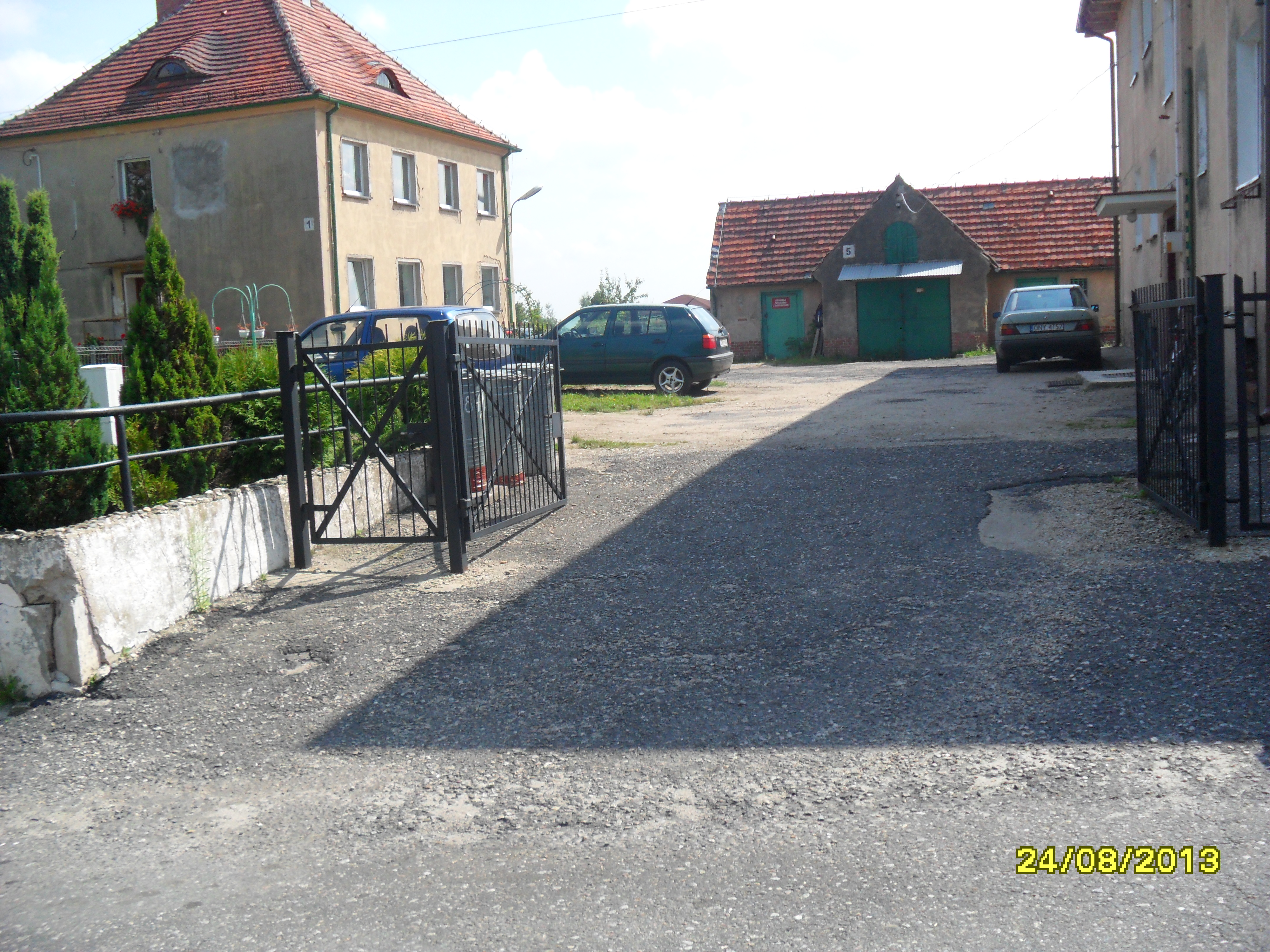
Brama wjazdowa (sierpień 2013)

W 2000 rozpoczęła się reorganizacja struktur Straży Granicznej związana z przygotowaniem Polski do wstąpienia, do Unii Europejskiej i przystąpieniem do Traktatu z Schengen. Podczas restrukturyzacji wprowadzono kompleksową ochronę granicy już na najniższym szczeblu organizacyjnym tj. strażnica i graniczna placówka kontrolna. Wprowadzona całościowa ochrona granicy zniosła podział na graniczne jednostki organizacyjne ochraniające tylko tzw. „zieloną granicę” i prowadzące tylko kontrole ruchu granicznego. W wyniku tego, 2 stycznia 2003 nastąpiło zniesie strażnicy SG w Gościcach. Ochraniany przez strażnicę odcinek granicy, przejęła Graniczna Placówka Kontrolna Straży Granicznej w Paczkowie, a obiekt został przekazany gminie i zaadaptowany na mieszkania.

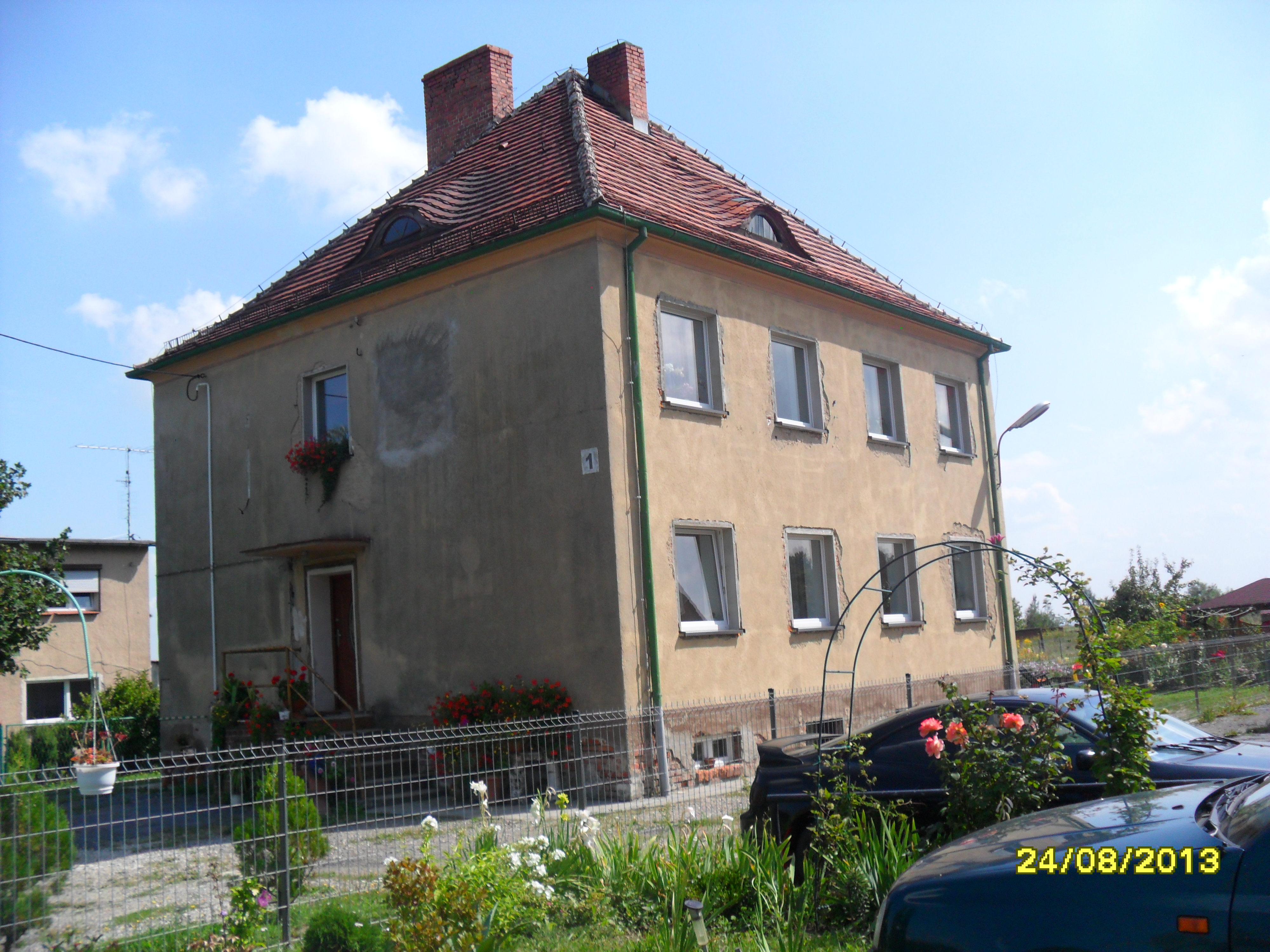
Budynek byłej strażnicy w Gościcach (sierpień 2013)

## Ochrona granicy
Strażnica WOP Lądowa rozwinięta kat. II w Gościcach do 31 października 1989, a od 1 listopada 1989 Strażnica WOP Lądowa kadrowa kat. II w Gościcach, ochraniała odcinek granicy państwowej:
- Włącznie znak graniczny nr IV/182, wyłącznie znak gran. nr IV/200[15].
- Główny wysiłek w służbie skupiała od znaku gran. nr IV/199, do znaku gran. nr IV/200 w głębi Kamienica–Paczków.
- W okresie zimowym pas śnieżny sprawdzany był minimum: na głównym kierunku dwukrotnie, na pozostałym raz w ciągu doby.
- Współdziałała w zabezpieczeniu granicy państwowej z:
  - Strażnice WOP w: Jasienicy Górnej i Złotym Stoku
  - Grupa Operacyjno-Rozpoznawcza Zwiadu w Nysie – do 06.1990
- Współdziałała w zabezpieczeniu granicy państwowej z placówką po stronie czechosłowackiej OSH (Ochrana Statnich Hranic):
  - Javorník.

Straż Graniczna:
W okresie 16 maja 1991–1 stycznia 2003 Strażnica SG w Gościcach ochraniała odcinek granicy państwowej:
- Włącznie znak gran. nr II/182, wyłącznie znak gran. nr II/200.
- Współdziałała w zabezpieczeniu granicy państwowej z placówką po stronie czeskiej cizinecké policie RCPP.

W 1996 na odcinku strażnicy zostało uruchomione drogowe przejście graniczne, w którym odprawę graniczną osób, towarów, i środków transportu, wykonywała załoga utworzonej Granicznej Placówki Kontrolnej Straży Granicznej w Paczkowie (GPK SG w Paczkowie):
- Paczków-Bílý Potok.

## Wydarzenia
- 1956 – koniec czerwca, początek lipca w okresie tzw. „Wypadków poznańskich”, przy linii granicznej i w strefie działania, odnajdywano pakunki zawierające ulotki z tzw. „bibułą”, przytwierdzone do balonów leżących na ziemi[16]. W związku z masowością zjawiska, żołnierze otrzymali zezwolenie na użycie broni, celem zestrzelenia nisko przelatujących balonów (nawet jeśli znajdowały się na terytorium czechosłowackim, ale w zasięgu ognia – to samo czynili pogranicznicy czechosłowaccy)[17].
- 1972 – doszło do postrzelenia z broni służbowej szer. Waluś, przygotowującego się do służby granicznej.
- 1976 – wycofano z granicy rowery, zastępując je motocyklami małolitrażowymi; WSK-175 dla kadry i WSK-125 dla żołnierzy służby zasadniczej (5–13 motocykli w zależności od obsady i na jakiej granicy). Wyposażone w łączność radiową motocykle stały się podstawowym środkiem transportu w służbie patrolowej i rozpoznawczej[18].
- 13 grudnia 1981–22 lipca 1983 – (stan wojenny w Polsce), normę służby granicznej dla żołnierzy podwyższono z 8 do 12 godzin na dobę. Ścisłą kontrolą objęto całą strefę nadgraniczną. W stan gotowości były postawione pododdziały odwodowe[19][20].

## Strażnice sąsiednie
- 227 strażnica WOP Górna Jasienica ⇔ 229 strażnica WOP Reichenstein – 1946
- 227 strażnica OP Górna Jasienica ⇔ 229 strażnica OP Złoty Stok – 1949
- 236 strażnica WOP Górna Jasienica ⇔ 238 strażnica WOP Złoty Stok – 15.03.1954
- 26 strażnica WOP Górna Jasienica II kat. ⇔ 2 strażnica WOP Złoty Stok I kat. – 1956
- 2 strażnica WOP Górna Jasienica III kat. ⇔ 25 strażnica WOP Złoty Stok III kat. – 31.12.1959
- 2 strażnica WOP Górna Jasienica IV kat. ⇔ Strażnica WOP Złoty Stok – 1.01.1964
- Strażnica WOP Jasienica Górna ⇔ Placówka WOP Złoty Stok – do 1984
- Strażnica WOP Lądowa rozwinięta kat. II w Jasienicy Górnej ⇔ Strażnica WOP Lądowa kadrowa Złoty Stok – 1984–31.10.1989
- Strażnica WOP Lądowa kadrowa kat. II w Jasienicy Górnej ⇔ Strażnica WOP Lądowa kadrowa w Złotym Stoku – 1.11.1989–15.05.1991

Straż Graniczna:
- Strażnica SG w Jasienicy Górnej ⇔ Strażnica SG w Złotym Stoku – 16.05.1991–1.01.2003.

## Komendanci/dowódcy strażnicy
- ppor. Stanisław Gębarowski (26.03.1947–29.12.1948)[21]
- Jan Suraj (30.07.1950–14.02.1952)[22]
- ppor. Czesław Janowski (był w 1952)
- kpt. Edmund Walkiewicz (1952?–1972)
- ppor./por. Stanisław Szostak (1972–1976[23])[h]
- por./kpt. Antoni Bławicki (1976–1981)[i][j][24]
- kpt. Stanisław Janik (był w 1981–był w 1988)[k]
- kpt. Andrzej Krasicki (1.11.1989–1.04.1991[25])[l]

Komendanci strażnicy SG:
- kpt. SG Stanisław Janik (1991–1992)[m][26]
- kpt. SG/mjr SG Jerzy Sobań[n]
- mjr SG Leszek Nalepa (do 1.01.2003) – do rozformowania[o].